# Theudère de Vienne
Saint Theudère ou saint Théodore, dit Theudère de Vienne ou du Dauphiné, mort le 29 octobre (vers 575), est un prêtre et abbé-fondateur du diocèse de Vienne (Dauphiné, France).

## Biographie
Theudère (Théodore) est né, selon la tradition, vers l'an 500, à la villa Assicia, Arcisse, sur le territoire actuel de la commune de Saint-Chef. Il y est l'abbé-fondateur d'un monastère autour duquel se développe une petite cité.
Theudère meurt, dans son abbaye, 29 octobre (vers 575). Ses reliques ont été très vénérées, et son crâne a inspiré le nom de la commune.

## Culte
Saint Theudère célébré, dans le diocèse de Grenoble-Vienne, le 29 octobre.
Il est à l'origine de l'ancien nom Saint-Theudère de la commune de Saint-Chef, l’Histoire de la sainte église de Vienne depuis les premiers temps du Christianisme. Le bourg porte le nom de Saint-Chef, à cause du chef (caput) du saint que l'on conservait là, selon une tradition. Une autre tradition indique qu'il s'agissait du chef de saint Thibaud, archevêque de Vienne au Xe siècle,.